# Liga dos Campeões da CAF de 2018–19
A Liga dos Campeões da CAF de 2018–19 foi a 55ª edição da maior competição de clubes da África e a 23ª edição sobre o atual formato de competição.
Esta edição seguiu um calendário transitório o que permite que as competições de clubes da CAF sejam disputadas entre agosto até maio ao invés de fevereiro até novembro. Esta decisão foi tomada pelo Comitê Executivo da CAF em 20 de julho de 2017.

## Alocação das vagas
Todos os 56 membros da CAF podem entrar na Liga dos Campeões da CAF, com os 12 melhores ranqueados de acordo com o Ranking de 5 anos da CAF podendo inscrever duas equipes na competição. O campeão da edição da passada da competição também tem direito a uma vaga.
Para a edição de 2018–19, a CAF usou o ranking entre 2013 e 2017, que calcula pontos para cada associação participante com base na performance dos clubes através destes 5 anos na Liga dos Campeões da CAF e na Copa das Confederações da CAF. Os critérios para os pontos são os seguintes:
|                                                   | Liga dos Campeões da CAF | Copa das Confederações da CAF |
| ------------------------------------------------- | ------------------------ | ----------------------------- |
| Campeão                                           | 6 pontos                 | 5 pontos                      |
| Vice-campeão                                      | 5 pontos                 | 4 pontos                      |
| Eliminado na semifinal                            | 4 pontos                 | 3 pontos                      |
| Eliminado nas quartas de final (a partir de 2017) | 3 pontos                 | 2 pontos                      |
| Terceiro-lugar na fase de grupos                  | 2 pontos                 | 1 ponto                       |
| Quarto-lugar na fase de grupos                    | 1 ponto                  | 0.5 ponto                     |

Os pontos são multiplicados por um coeficiente de acordo com o ano do seguinte modo:
- 2017 – 5
- 2016 – 4
- 2015 – 3
- 2014 – 2
- 2013 – 1

## Equipes classificadas
As seguintes 57 equipes de 46 associações entraram na competição.
- Nesta edição, o campeão da edição anterior (em negrito e itálico) se classificou diretamente a fase de grupos.[2][4]
- Quatro times (em negrito) se classificaram diretamente a primeira fase.
- As outras 52 equipes entraram na rodada preliminar.

As associações abaixo são mostradas de acordo com o seu ranking entre 2013 e 2017.
| Associação                                                        | Equipe                                                            | Classificação                                                                                              |
| Associações elegíveis para entrar com duas equipes (Ranking 1–12) | Associações elegíveis para entrar com duas equipes (Ranking 1–12) | Associações elegíveis para entrar com duas equipes (Ranking 1–12)                                          |
| ----------------------------------------------------------------- | ----------------------------------------------------------------- | --- |
| Tunísia (1º – 116 pts)                                            | Espérance de Tunis                                                | Detentor do título (Liga dos Campeões da CAF de 2018) Campeão – Campeonato Tunisiano de Futebol de 2017–18 |
| Tunísia (1º – 116 pts)                                            | Club Africain                                                     | Vice-campeão – Campeonato Tunisiano de Futebol de 2017–18                                                  |
| Egito (2º – 106.5 pts)                                            | Al-Ahly                                                           | Campeão – Campeonato Egípcio de Futebol de 2017–18                                                         |
| Egito (2º – 106.5 pts)                                            | Ismaily                                                           | Vice-campeão – Campeonato Egípcio de Futebol de 2017–18                                                    |
| República Democrática do Congo (3º – 90 pts)                      | AS Vita Club                                                      | Campeão – Campeonato Nacional de Futebol da República Democrática do Congo de 2017–18                      |
| República Democrática do Congo (3º – 90 pts)                      | TP Mazembe                                                        | Vice-campeão – Campeonato Nacional de Futebol da República Democrática do Congo de 2017–18                 |
| Marrocos (4º – 84 pts)                                            | Ittihad Tanger                                                    | Campeão – Campeonato Marroquino de Futebol de 2017–18                                                      |
| Marrocos (4º – 84 pts)                                            | Wydad Casablanca                                                  | Vice-campeão – Campeonato Marroquino de Futebol de 2017–18                                                 |
| Argélia (5º – 82.5 pts)                                           | CS Constantine                                                    | Campeão – Campeonato Argelino de Futebol de 2017–18                                                        |
| Argélia (5º – 82.5 pts)                                           | JS Saoura                                                         | Vice-campeão – Campeonato Argelino de Futebol de 2017–18                                                   |
| África do Sul (6º – 78.5 pts)                                     | Mamelodi Sundowns                                                 | Campeão – Campeonato Sul-Africano de Futebol de 2017–18                                                    |
| África do Sul (6º – 78.5 pts)                                     | Orlando Pirates                                                   | Vice-campeão – Campeonato Sul-Africano de Futebol de 2017–18                                               |
| Sudão (7º – 53 pts)                                               | Al-Hilal                                                          | Campeão – Campeonato Sudanês de Futebol de 2018                                                            |
| Sudão (7º – 53 pts)                                               | Al-Merrikh                                                        | Vice-campeão – Campeonato Sudanês de Futebol de 2018                                                       |
| Zâmbia (8º – 38 pts)                                              | ZESCO United                                                      | Campeão – Campeonato Zambiano de Futebol de 2018                                                           |
| Zâmbia (8º – 38 pts)                                              | Nkana                                                             | Vice-campeão – Campeonato Zambiano de Futebol de 2018                                                      |
| Líbia (9º – 19 pts)                                               | Al-Nasr                                                           | Campeão – Campeonato Líbio de Futebol de 2017–18                                                           |
| Líbia (9º – 19 pts)                                               | Al-Ahly Bengasi                                                   | Vice-campeão – Campeonato Líbio de Futebol de 2017–18                                                      |
| Camarões (10º – 15 pts)                                           | Coton Sport                                                       | Campeão – Campeonato Camaronês de Futebol de 2018                                                          |
| Camarões (10º – 15 pts)                                           | UMS de Loum                                                       | Vice-campeão – Campeonato Camaronês de Futebol de 2018                                                     |
| Costa do Marfim (10º – 15 pts)                                    | ASEC Mimosas                                                      | Campeão – Campeonato Marfinense de Futebol de 2017–18                                                      |
| Costa do Marfim (10º – 15 pts)                                    | SC Gagnoa                                                         | Vice-campeão – Campeonato Marfinense de Futebol de 2017–18                                                 |
| Moçambique (10º – 15 pts)                                         | UD Songo                                                          | Campeão – Moçambola de 2017                                                                                |
| Associações elegíveis para entrar com uma equipe                  |                                                                   | |
| Etiópia (13º – 10.5 pts)                                          | Jimma Aba Jifar                                                   | Campeão – Campeonato Etíope de Futebol de 2017–18                                                          |
| Nigéria (13º – 10.5 pts)                                          | Lobi Stars                                                        | Líder – Campeonato Nigeriano de Futebol de 2018 (suspenso)                                                 |
| República do Congo (15º – 10 pts)                                 | AS Otôho                                                          | Campeão – Campeonato Congolês de Futebol de 2018                                                           |
| Mali (16º – 8 pts)                                                | Stade Malien                                                      | Campeão – Copa de Mali de 2018                                                                             |
| Angola (17º – 6 pts)                                              | 1º de Agosto                                                      | Campeão – Girabola de 2018                                                                                 |
| Guiné (18º – 5 pts)                                               | Horoya                                                            | Campeão – Campeonato Guineano de Futebol de 2017–18                                                        |
| Essuatíni (18º – 5 pts)                                           | Mbabane Swallows                                                  | Campeão – Campeonato Suazi de Futebol de 2017–18                                                           |
| Uganda (18º – 5 pts)                                              | Vipers                                                            | Campeão – Campeonato Ugandense de Futebol de 2017–18                                                       |
| Zimbabwe (18º – 5 pts)                                            | FC Platinum                                                       | Campeão – Campeonato Zimbabuiano de Futebol de 2017                                                        |
| Gabão (23º – 2.5 pts)                                             | AS Mangasport                                                     | Campeão – Campeonato Gabonês de Futebol de 2018                                                            |
| Tanzânia (24º – 2 pts)                                            | Simba                                                             | Campeão – Campeonato Tanzaniano de Futebol de 2017–18                                                      |
| Botswana                                                          | Township Rollers                                                  | Campeão – Campeonato Botsuano de Futebol de 2017–18                                                        |
| Burquina Fasso                                                    | ASF Bobo Dioulasso                                                | Campeão – Campeonato Burquinense de Futebol de 2017–18                                                     |
| Burundi                                                           | Le Messager                                                       | Campeão – Campeonato Burundiano de Futebol de 2017–18                                                      |
| Chade                                                             | Elect-Sport                                                       | Campeão – Campeonato Chadiano de Futebol de 2017–18                                                        |
| Comores                                                           | Volcan Club                                                       | Campeão – Campeonato Comorense de Futebol de 2018                                                          |
| Djibuti                                                           | Djibouti Télécom                                                  | Campeão – Campeonato Djibutiano de Futebol de 2017–18                                                      |
| Gâmbia                                                            | GAMTEL                                                            | Campeão – Campeonato Gambiano de Futebol de 2017–18                                                        |
| Guiné Equatorial                                                  | Leones Vegetarianos                                               | Campeão – Campeonato Guinéu-Equatoriano de Futebol de 2018                                                 |
| Lesoto                                                            | Bantu                                                             | Campeão – Campeonato Lesoto de Futebol de 2017–18                                                          |
| Libéria                                                           | Barrack Young Controllers                                         | Campeão – Campeonato Liberiano de Futebol de 2018                                                          |
| Madagáscar                                                        | CNaPS Sport                                                       | Campeão – Campeonato Malgaxe de Futebol de 2018                                                            |
| Malawi                                                            | Nyasa Big Bullets                                                 | Vice-campeão – Campeonato Malawiano de Futebol de 2017                                                     |
| Mauritânia                                                        | Nouadhibou                                                        | Campeão – Campeonato Mauritano de Futebol de 2017–18                                                       |
| Namíbia                                                           | African Stars                                                     | Campeão – Campeonato Namibiano de Futebol de 2017–18                                                       |
| Níger                                                             | AS SONIDEP                                                        | Campeão – Campeonato Nigerino de Futebol de 2017–18                                                        |
| Quênia                                                            | Gor Mahia                                                         | Campeão – Campeonato Queniano de Futebol de 2018                                                           |
| República Centro-Africana                                         | Stade Centrafricain                                               | Campeão – Campeonato Centro-Africano de Futebol de 2018                                                    |
| Ruanda                                                            | APR                                                               | Campeão – Campeonato Ruandês de Futebol de 2017–18                                                         |
| Seicheles                                                         | Light Stars                                                       | Campeão – Copa da Liga de Seicheles de 2018                                                                |
| Senegal                                                           | ASC Diaraf                                                        | Campeão – Campeonato Senegalês de Futebol de 2017–18                                                       |
| Sudão do Sul                                                      | Al-Hilal Wau                                                      | Campeão – Copa do Sudão do Sul de Futebol de 2017                                                          |
| Togo                                                              | US Koroki                                                         | Campeão – Campeonato Togolês de Futebol de 2017–18                                                         |
| Zanzibar                                                          | JKU                                                               | Campeão – Campeonato Zanzibarita de Futebol de 2017–18                                                     |

| - Benim - Cabo Verde - Eritreia - Gana (22º – 4 pts) - Guiné-Bissau - Ilhas Maurícias - Reunião - São Tomé e Príncipe - Serra Leoa (suspensa pela FIFA) - Somália |

## Calendário
O calendário para a competição é o seguinte:
| Fase           | Rodada            | Data do sorteio                         | Partida de ida             | Partida de volta                |
| -------------- | ----------------- | --------------------------------------- | -------------------------- | ------------------------------- |
| Qualificação   | Rodada preliminar | 3 de novembro de 2018 (Rabat, Marrocos) | 27–28 de novembro de 2018  | 4–5 de dezembro de 2018         |
| Qualificação   | Primeira fase     | 3 de novembro de 2018 (Rabat, Marrocos) | 14–16 de dezembro de 2018  | 21–23 de dezembro de 2018       |
| Fase de grupos | Primeira rodada   | 28 de dezembro de 2018                  | 11–13 de janeiro de 2019   | 11–13 de janeiro de 2019        |
| Fase de grupos | Segunda rodada    | 28 de dezembro de 2018                  | 18–20 de janeiro de 2019   | 18–20 de janeiro de 2019        |
| Fase de grupos | Terceira rodada   | 28 de dezembro de 2018                  | 1–3 de fevereiro de 2019   | 1–3 de fevereiro de 2019        |
| Fase de grupos | Quarta rodada     | 28 de dezembro de 2018                  | 12–13 de fevereiro de 2019 | 12–13 de fevereiro de 2019      |
| Fase de grupos | Quinta rodada     | 28 de dezembro de 2018                  | 8–10 de março de 2019      | 8–10 de março de 2019           |
| Fase de grupos | Sexta rodada      | 28 de dezembro de 2018                  | 15–17 de março de 2019     | 15–17 de março de 2019          |
| Fase final     | Quartas de final  | 23 de março de 2019                     | 5–7 de abril de 2019       | 12–14 de abril de 2019          |
| Fase final     | Semifinais        | 23 de março de 2019                     | 26–28 de abril de 2019     | 3–5 de maio de 2019             |
| Fase final     | Final             | 23 de março de 2019                     | 24–25 de maio de 2019      | 31 de maio – 1 de junho de 2019 |

## Fases de qualificação
O sorteio para a rodada preliminar e a primeira fase foram realizados em 3 de novembro de 2018 em Rabat no Marrocos, e foi oficialmente anunciado em 9 de novembro devido a uma situação especial com o calendário transicional.

### Rodada preliminar
| Equipe 1            | Total       | Equipe 2                  | 1.º jogo | 2.º jogo |
| ------------------- | ----------- | ------------------------- | -------- | -------- |
| ASC Diaraf          | 1–1 (4–2 p) | US Koroki                 | 1–0      | 0–1      |
| JS Saoura           | 2–0         | SC Gagnoa                 | 2–0      | 0–0      |
| Ittihad Tanger      | 1–0         | Elect-Sport               | 1–0      | 0–0      |
| Le Messager         | 1–3         | Ismaily                   | 0–1      | 1–2      |
| ASF Bobo Dioulasso  | 4–4 (3–5 p) | Coton Sport               | 3–1      | 1–3      |
| AS SONIDEP          | 1–5         | ZESCO United              | 1–2      | 0–3      |
| Orlando Pirates     | 8–2         | Light Stars               | 5–1      | 3–1      |
| Volcan Club         | 1–2         | African Stars             | 0–0      | 1–2      |
| Nouadhibou          | 2–3         | Al-Ahly Bengasi           | 2–1      | 0–2      |
| Leones Vegetarianos | 1–7         | Mamelodi Sundowns         | 0–2      | 1–5      |
| Gor Mahia           | 1–1 (4–3 p) | Nyasa Big Bullets         | 1–0      | 0–1      |
| UMS de Loum         | 1–2         | Lobi Stars                | 1–0      | 0–2      |
| UD Songo            | 1–3         | Nkana                     | 1–2      | 0–1      |
| Simba               | 8–1         | Mbabane Swallows          | 4–1      | 4–0      |
| Djibouti Télécom    | 3–5         | Jimma Aba Jifar           | 1–3      | 2–2      |
| CS Constantine      | 1–0         | GAMTEL                    | 0–0      | 1–0      |
| Al-Merrikh          | 2–2 (gf)    | Vipers                    | 2–1      | 0–1      |
| Stade Centrafricain | 0–5         | Stade Malien              | 0–1      | 0–4      |
| ASEC Mimosas        | 1–0         | AS Mangasport             | 1–0      | 0–0      |
| Township Rollers    | 2–2 (2–4 p) | Bantu                     | 1–1      | 1–1      |
| APR                 | 1–3         | Club Africain             | 0–0      | 1–3      |
| Al-Hilal            | 6–0         | JKU                       | 4–0      | 2–0      |
| Al-Nasr             | 9–3         | Al-Hilal Wau              | 5–1      | 4–2      |
| Horoya              | 2–0         | Barrack Young Controllers | 1–0      | 1–0      |
| 1º de Agosto        | 4–4 (gf)    | AS Otôho                  | 4–2      | 0–2      |
| CNaPS Sport         | 1–2         | FC Platinum               | 1–1      | 0–1      |

### Primeira fase
| Equipe 1         | Total    | Equipe 2          | 1.º jogo | 2.º jogo |
| ---------------- | -------- | ----------------- | -------- | -------- |
| Wydad Casablanca | 3–3 (gf) | ASC Diaraf        | 2–0      | 1–3      |
| JS Saoura        | 2–1      | Ittihad Tanger    | 2–0      | 0–1      |
| Ismaily          | 3–2      | Coton Sport       | 2–0      | 1–2      |
| TP Mazembe       | 2–1      | ZESCO United      | 1–0      | 1–1      |
| Orlando Pirates  | 1–0      | African Stars     | 0–0      | 1–0      |
| Al-Ahly Bengasi  | 0–4      | Mamelodi Sundowns | 0–0      | 0–4      |
| Gor Mahia        | 3–3 (gf) | Lobi Stars        | 3–1      | 0–2      |
| Nkana            | 3–4      | Simba             | 2–1      | 1–3      |
| Al-Ahly          | 2–1      | Jimma Aba Jifar   | 2–0      | 0–1      |
| CS Constantine   | 3–0      | Vipers            | 1–0      | 2–0      |
| Stade Malien     | 0–2      | ASEC Mimosas      | 0–1      | 0–1      |
| AS Vita Club     | 5–2      | Bantu             | 4–1      | 1–1      |
| Club Africain    | 3–2      | Al-Hilal          | 3–1      | 0–1      |
| Al-Nasr          | 5–6      | Horoya            | 3–0      | 2–6      |
| AS Otôho         | 1–1 (gf) | FC Platinum       | 1–1      | 0–0      |

## Fase de grupos
O sorteio para a fase de grupos foi realizado em 28 de dezembro de 2018.

### Grupo A
| Pos. | Equipe            | Pts | J | V | E | D | GP | GC | SG |
| ---- | ----------------- | --- | - | - | - | - | -- | -- | -- |
| 1    | Wydad Casablanca  | 10  | 6 | 3 | 1 | 2 | 8  | 6  | +2 |
| 2    | Mamelodi Sundowns | 10  | 6 | 3 | 1 | 2 | 9  | 5  | +4 |
| 3    | Lobi Stars        | 7   | 6 | 2 | 1 | 3 | 4  | 6  | –2 |
| 4    | ASEC Mimosas      | 7   | 6 | 2 | 1 | 3 | 6  | 10 | –4 |

|                   | LOB | WAC | ASE | MSD |
| ----------------- | --- | --- | --- | --- |
| Lobi Stars        |     | 0–1 | 2–0 | 2–1 |
| Wydad Casablanca  | 0–0 |     | 5–2 | 1–0 |
| ASEC Mimosas      | 1–0 | 2–0 |     | 0–0 |
| Mamelodi Sundowns | 3–0 | 2–1 | 3–1 |     |

### Grupo B
| Pos. | Equipe             | Pts | J | V | E | D | GP | GC | SG |
| ---- | ------------------ | --- | - | - | - | - | -- | -- | -- |
| 1    | Espérance de Tunis | 14  | 6 | 4 | 2 | 0 | 9  | 2  | +7 |
| 2    | Horoya             | 10  | 6 | 3 | 1 | 2 | 6  | 7  | –1 |
| 3    | Orlando Pirates    | 6   | 6 | 1 | 3 | 2 | 6  | 6  | 0  |
| 4    | FC Platinum        | 2   | 6 | 0 | 2 | 4 | 3  | 9  | –6 |

|                    | PLA | HOR | EST | ORL |
| ------------------ | --- | --- | --- | --- |
| FC Platinum        |     | 0–1 | 1–2 | 0–0 |
| Horoya             | 2–0 |     | 1–1 | 2–1 |
| Espérance de Tunis | 2–0 | 2–0 |     | 2–0 |
| Orlando Pirates    | 2–2 | 3–0 | 0–0 |     |

### Grupo C
| Pos. | Equipe         | Pts | J | V | E | D | GP | GC | SG |
| ---- | -------------- | --- | - | - | - | - | -- | -- | -- |
| 1    | TP Mazembe     | 11  | 6 | 3 | 2 | 1 | 13 | 4  | +9 |
| 2    | CS Constantine | 10  | 6 | 3 | 1 | 2 | 8  | 6  | +2 |
| 3    | Club Africain  | 10  | 6 | 3 | 1 | 2 | 5  | 9  | –4 |
| 4    | Ismaily SC     | 2   | 6 | 0 | 2 | 4 | 4  | 11 | –7 |

|                | TPM | CA  | CSS | ISM |
| -------------- | --- | --- | --- | --- |
| TP Mazembe     |     | 8–0 | 2–0 | 2–0 |
| Club Africain  | 0–0 |     | 0–1 | 1–0 |
| CS Constantine | 3–0 | 0–1 |     | 3–2 |
| Ismaily SC     | 1–1 | 0–3 | 1–1 |     |

### Grupo D
| Pos. | Equipe       | Pts | J | V | E | D | GP | GC | SG |
| ---- | ------------ | --- | - | - | - | - | -- | -- | -- |
| 1    | Al-Ahly      | 10  | 6 | 3 | 1 | 2 | 11 | 3  | +8 |
| 2    | Simba        | 9   | 6 | 3 | 0 | 3 | 6  | 13 | –7 |
| 3    | JS Saoura    | 8   | 6 | 2 | 2 | 2 | 6  | 9  | –3 |
| 4    | AS Vita Club | 7   | 6 | 2 | 1 | 3 | 9  | 7  | +2 |

|              | AHL | SIM | JSS | VIT |
| ------------ | --- | --- | --- | --- |
| Al-Ahly      |     | 5–0 | 3–0 | 2–0 |
| Simba        | 1–0 |     | 3–0 | 2–1 |
| JS Saoura    | 1–1 | 2–0 |     | 1–0 |
| AS Vita Club | 1–0 | 5–0 | 2–2 |     |

## Fase final
Nesta fase as equipes disputaram as vagas em partidas de ida e volta. Se o placar agregado estiver empatado ao final da segunda partida a regra do gol fora de casa será aplicada e caso o empate ainda persista a disputa por pênaltis será usada para determinar o vencedor. O sorteio para esta fase foi realizado em 20 de março de 2019.

### Equipes classificadas
| Grupo | Vencedores         | Segundo-lugares   |
| ----- | ------------------ | ----------------- |
| A     | Wydad Casablanca   | Mamelodi Sundowns |
| B     | Espérance de Tunis | Horoya            |
| C     | TP Mazembe         | CS Constantine    |
| D     | Al-Ahly            | Simba             |

### Chaveamento
|  | Quartas de final   | Quartas de final   | Quartas de final | Quartas de final |   |                    | Semifinais | Semifinais | Semifinais | Semifinais |  |                  | Final | Final | Final | Final |  |  |
|  |                    |                    |                  |                  |   |                    |            |            |            |            |  |                  |       |       |       |       |  |  |
|  |                    |                    |                  |                  |   |                    |            |            |            |            |  |                  |       |       |       |       |  |  |
|  | Horoya             | 0                  | 0                | 0                |   |                    |            |            |            |            |  |                  |       |       |       |       |  |  |
|  | Wydad Casablanca   | 0                  | 5                | 5                |   |                    |            |            |            |            |  |                  |       |       |       |       |  |  |
|  | Wydad Casablanca   | 0                  | 5                | 5                |   | Wydad Casablanca   | 2          | 0          | 2          |            |  |                  |       |       |       |       |  |  |
|  |                    |                    |                  |                  |   | Wydad Casablanca   | 2          | 0          | 2          |            |  |                  |       |       |       |       |  |  |
|  |                    | Mamelodi Sundowns  | 1                | 0                | 1 |                    |            |            |            |            |  |                  |       |       |       |       |  |  |
|  | Mamelodi Sundowns  | Mamelodi Sundowns  | 1                | 0                | 1 | 5                  | 0          | 5          |            |            |  |                  |       |       |       |       |  |  |
|  | Mamelodi Sundowns  |                    |                  |                  |   | 5                  | 0          | 5          |            |            |  |                  |       |       |       |       |  |  |
|  | Al-Ahly            | 0                  | 1                | 1                |   |                    |            |            |            |            |  |                  |       |       |       |       |  |  |
|  | Al-Ahly            | 0                  | 1                | 1                |   |                    |            |            |            |            |  | Wydad Casablanca | 1     | abd.  |       |       |  |  |
|  |                    |                    |                  |                  |   |                    |            |            |            |            |  | Wydad Casablanca | 1     | abd.  |       |       |  |  |
|  |                    | Espérance de Tunis | 1                | abd.             |   |                    |            |            |            |            |  |                  |       |       |       |       |  |  |
|  | CS Constantine     | Espérance de Tunis | 1                | abd.             | 2 | 1                  | 3          |            |            |            |  |                  |       |       |       |       |  |  |
|  | CS Constantine     |                    |                  |                  | 2 | 1                  | 3          |            |            |            |  |                  |       |       |       |       |  |  |
|  | Espérance de Tunis | 3                  | 3                | 6                |   |                    |            |            |            |            |  |                  |       |       |       |       |  |  |
|  | Espérance de Tunis | 3                  | 3                | 6                |   | Espérance de Tunis | 1          | 0          | 1          |            |  |                  |       |       |       |       |  |  |
|  |                    |                    |                  |                  |   | Espérance de Tunis | 1          | 0          | 1          |            |  |                  |       |       |       |       |  |  |
|  |                    | TP Mazembe         | 0                | 0                | 0 |                    |            |            |            |            |  |                  |       |       |       |       |  |  |
|  | Simba              | TP Mazembe         | 0                | 0                | 0 | 0                  | 1          | 1          |            |            |  |                  |       |       |       |       |  |  |
|  | Simba              |                    |                  |                  |   | 0                  | 1          | 1          |            |            |  |                  |       |       |       |       |  |  |
|  | TP Mazembe         | 0                  | 4                | 4                |   |                    |            |            |            |            |  |                  |       |       |       |       |  |  |

### Quartas de final
Nas quartas de final, o vencedor de um grupo enfrentou o segundo lugar de outro grupo (equipes do mesmo grupo não podem se enfrentar), com o vencedor do grupo recebendo a partida de volta em casa.
| Equipe 1          | Total | Equipe 2           | 1.º jogo | 2.º jogo |
| ----------------- | ----- | ------------------ | -------- | -------- |
| CS Constantine    | 3–6   | Espérance de Tunis | 2–3      | 1–3      |
| Mamelodi Sundowns | 5–1   | Al-Ahly            | 5–0      | 0–1      |
| Horoya            | 0–5   | Wydad Casablanca   | 0–0      | 0–5      |
| Simba             | 1–4   | TP Mazembe         | 0–0      | 1–4      |

### Semifinais
Nas semifinais, os quatro vencedores das quartas de final se enfrentaram com os confrontos e ordem das partidas sendo decidido por sorteio.
| Equipe 1           | Total | Equipe 2          | 1.º jogo | 2.º jogo |
| ------------------ | ----- | ----------------- | -------- | -------- |
| Wydad Casablanca   | 2–1   | Mamelodi Sundowns | 2–1      | 0–0      |
| Espérance de Tunis | 1–0   | TP Mazembe        | 1–0      | 0–0      |

### Final
A ordem das partidas foi definida pelo sorteio realizado nas semifinais.

#### Partida de ida
| 24 de maio de 2019 | Wydad Casablanca | 1 – 1     | Espérance de Tunis | Estádio Príncipe Moulay Abdellah, Rabat |
| 22:00 (UTC+1)      | El Hassouni 79'  | Relatório | Coulibaly 44'      | Árbitro: EGY Gehad Grisha               |

#### Partida de volta
| 31 de maio de 2019 | Espérance de Tunis | Abandonada | Wydad Casablanca | Stade Olympique de Radès, Radès |
| 22:00 (UTC+1)      | Belaïli 41'        | Relatório  |                  | Árbitro: GAM Bakary Gassama     |

## Premiação
| Liga dos Campeões da CAF de 2019        |
| Tunísia                                 |
| --------------------------------------- |
| Espérance de Tunis Campeão (4.º título) |